# Alvaneu
Alvaneu (toponimo tedesco; in romancio Alvagni, in italiano Alvanova o Alvignino, desueti) è una frazione di 400 abitanti del comune svizzero di Albula, nella regione Albula (Canton Grigioni).

## Geografia fisica

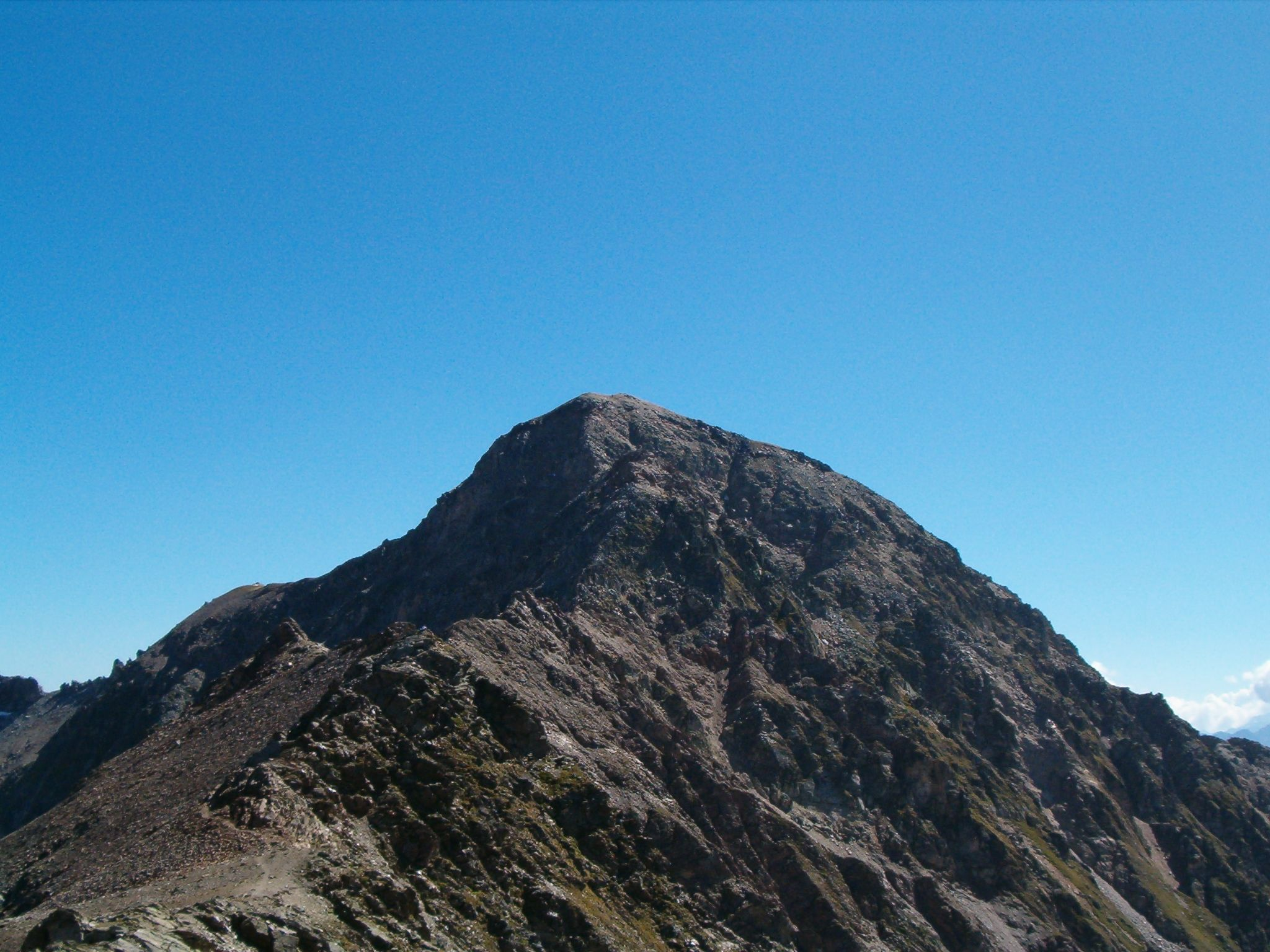
L'Aroser Rothorn

Alvaneu è situato nella valle del fiume Albula, sulla sponda sinistra. Dista 26 km da Davos, 32 km da Coira e 50 km da Sankt Moritz. Il punto più elevato del territorio è la cima dell'Aroser Rothorn (2 980 m s.l.m.), che segna il confine con Lantsch e Arosa.

## Storia
Sul sito si sono trovate cuspidi di lance della Cultura di La Tène e varie monete romane. Alvaneu venne menzionato la prima volta nel 1244 con il nome di Aluenude e nel 1530 come Allweneü; nel XIII secolo vi si stabilì una comunità walser. Per la signoria di Vaz fu un valico doganale a causa del passaggio della strada per il passo dell'Albula.

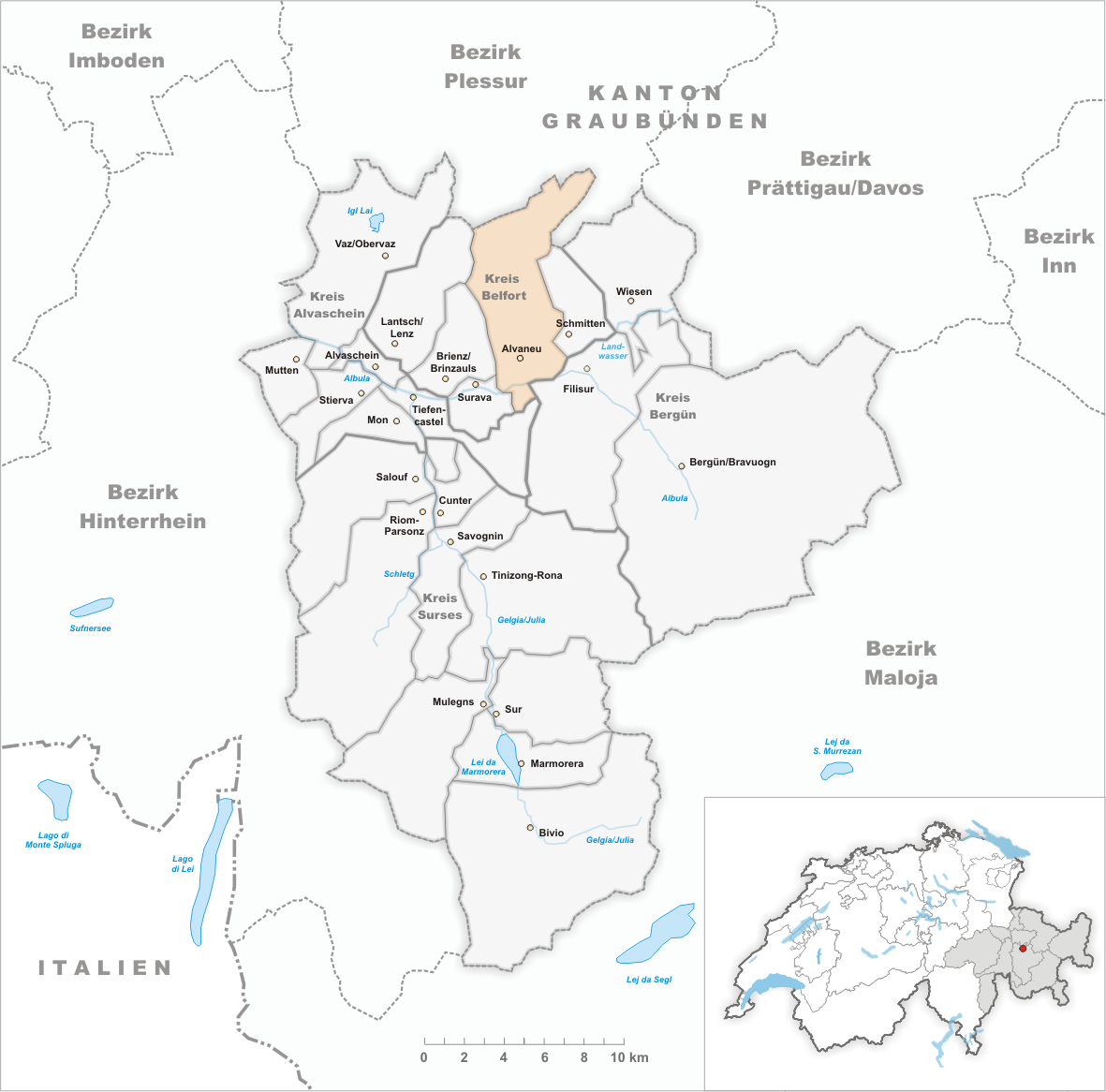
Il territorio del comune di Alvaneu prima degli accorpamenti comunali del 2015

Fino al 31 dicembre 2014 è stato un comune autonomo che si estendeva per 35,63 km² e che comprendeva anche la frazione di Alvaneu Bad; il 1º gennaio 2015 è stato accorpato agli altri comuni soppressi di Alvaschein, Brinzauls, Mon, Stierva, Surava e Tiefencastel per formare il nuovo comune di Albula.

### Simboli
Lo stemma ha sfondo oro (giallo); al centro è raffigurato san Maurizio in armatura blu e croce oro, nella mano sinistra tiene una spada e in quella destra uno stendardo di azzurro, alla croce d'oro. L'immagine è ripresa, in forma stilizzata, da un antico sigillo. La croce sulla corazza e gli smalti oro e azzurro provengono dallo stemma della Lega delle Dieci Giurisdizioni.

## Monumenti e luoghi d'interesse

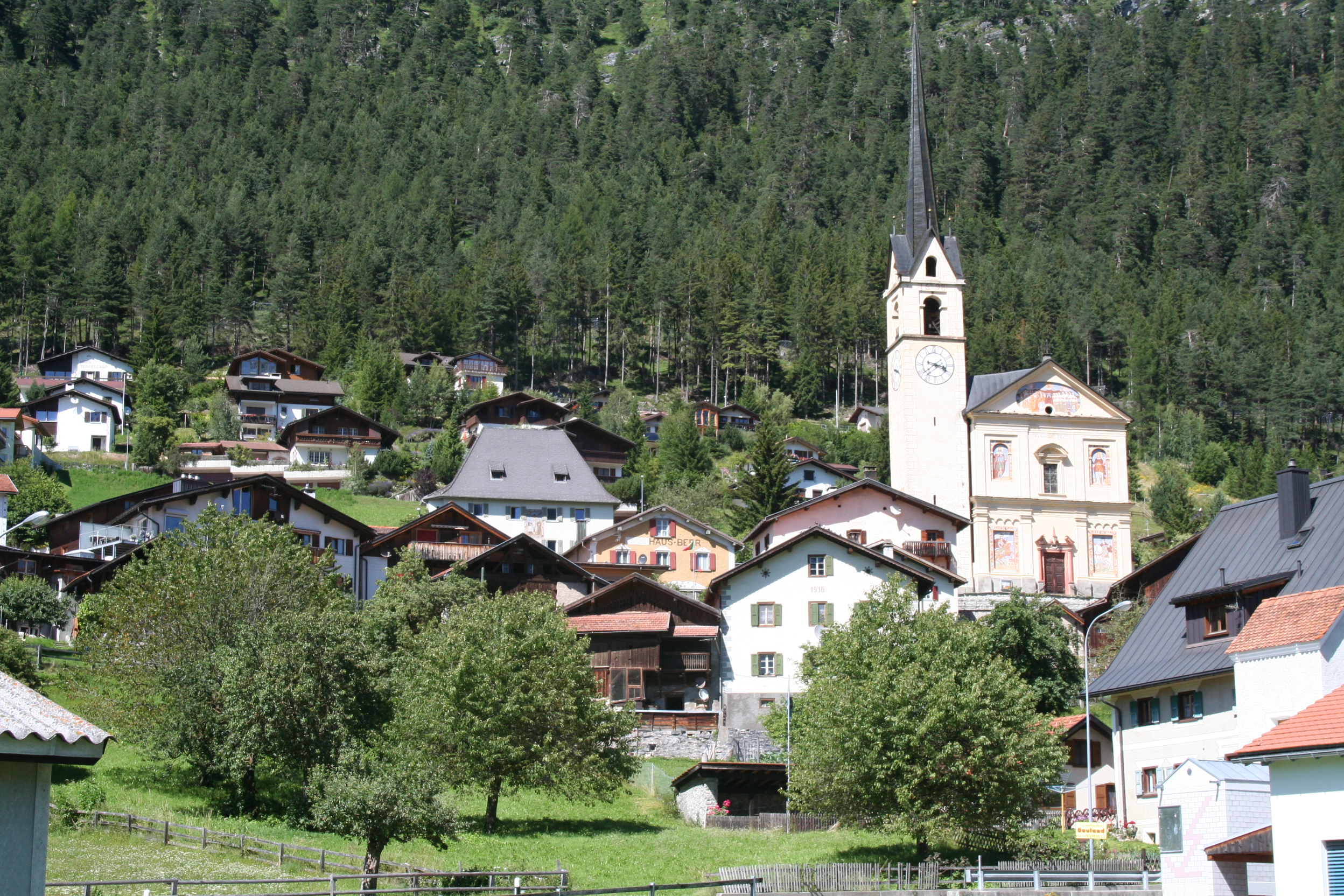
La chiesa di San Maurizio

- Chiesa cattolica di San Maurizio, attestata dal 1290 e ricostruita nel 1697[1].

## Società

### Evoluzione demografica
L'evoluzione demografica è riportata nella seguente tabella:
Abitanti censiti

### Lingue e dialetti
Fino al XIX secolo la lingua prevalente era il romancio, in seguito l'uso di questo idioma è progressivamente diminuito dal 68% del 1910 al 17% del 2000.

## Infrastrutture e trasporti

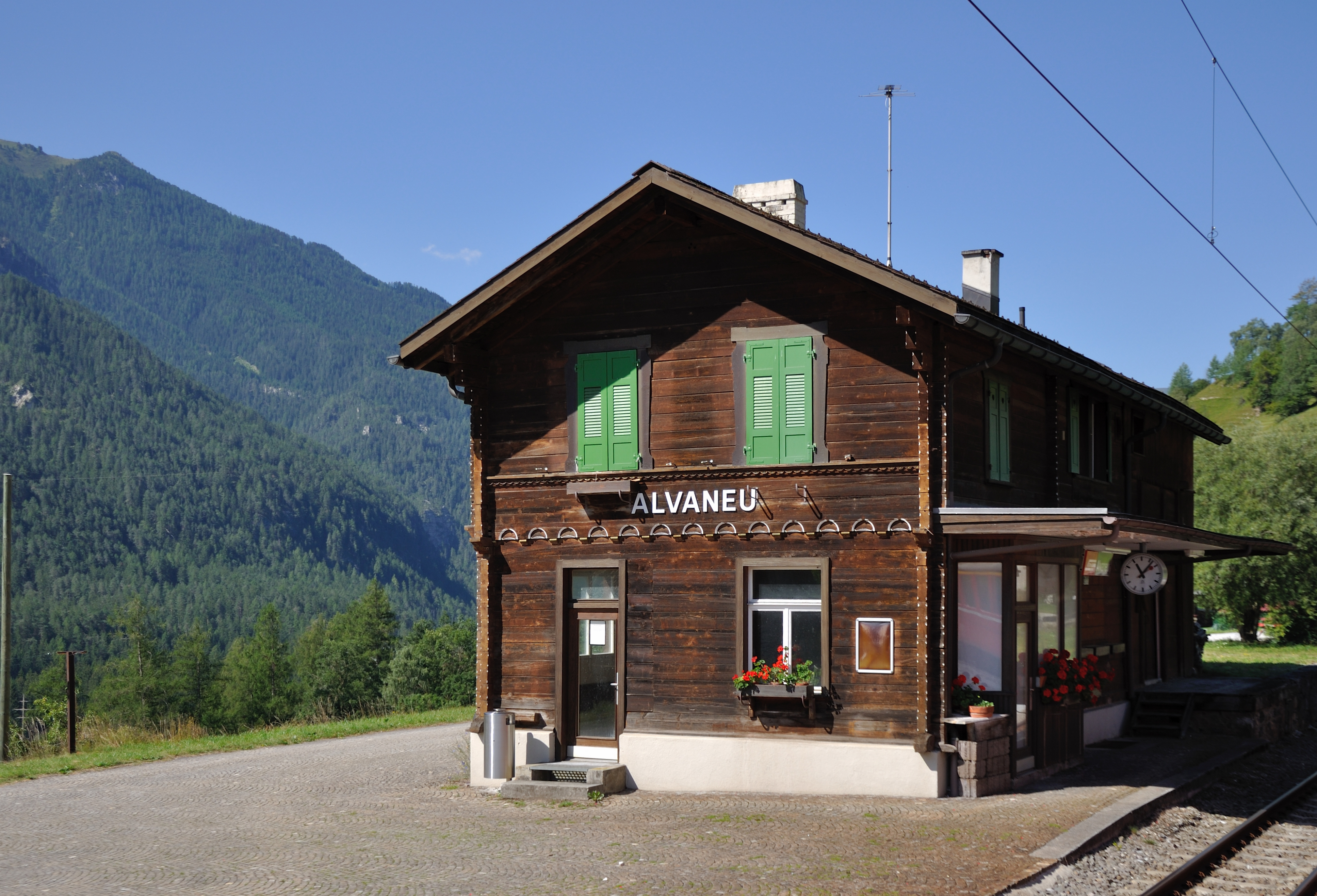
La stazione di Alvaneu

La località è servita dalla stazione di Alvaneu sulla ferrovia dell'Albula. L'uscita autostradale di Thusis, sulla A13/E43, dista 21 km.

## Amministrazione
Ogni famiglia originaria del luogo fa parte del comune patriziale che ha la responsabilità della manutenzione di ogni bene comune.